# Jordi Ayza Ballester
Jordi Ayza Ballester  (5 de noviembre de 1951) es un Maestro FIDE de ajedrez español.

## Resultados destacados en competición
Fue dos veces Campeón de Cataluña de ajedrez, en el año 1977 por delante del jugador José Paredes y en el año 1978 por delante del jugador Francisco Javier Mateu Palau.
Fue campeón del VIII Abierto Internacional ciudad de Manresa en el año 1980, por delante de Ángel Martín.